# Ne ultra petita
Der Grundsatz ne ultra petita (lateinisch nicht über das Geforderte hinaus) (eigentlich ne eat iudex ultra petita partium oder iudex ne eat ultra petita (lat. nie gehe der Richter über den Antrag der Parteien hinaus)) besagt, dass ein Gericht dem Kläger nicht mehr zusprechen darf, als vom Kläger beantragt wurde.

## Rechtsordnungen mit diesem Gebot

### Deutsche Rechtsordnung
Das Gericht ist entsprechend diesem Grundsatz nach der Dispositionsmaxime an die Anträge der Parteien gebunden, die als „Herren des Verfahrens“ gelten. Im Gegenschluss ist das Zusprechen von weniger zulässig. So kann das Gericht zum Beispiel anstatt der begehrten Verurteilung zur unbeschränkten Leistung nur eine Leistung Zug um Zug zusprechen. Dieser Antrags-Grundsatz ist im deutschen Zivilprozessrecht in § 308 Abs. 1 ZPO gesetzlich geregelt. Das Gericht darf den Antrag aber gem. §§ 133, 157 BGB analog dahingehend auslegen, dass im Zweifel dasjenige gewollt ist, was nach den Maßstäben der Rechtsordnung vernünftig ist und der recht verstandenen Interessenlage entspricht. Im Übrigen das Gericht bei der rechtlichen Bewertung frei (da mihi factum, dabo tibi ius), sodass der Antrag z. B. auch auf eine andere als die vom Kläger behauptete Anspruchsgrundlage gestützt werden kann.
Die Dispositionsmaxime gilt nicht nur im erstinstanzlichen Verfahren, sondern auch in den Rechtsmittelinstanzen, dem Beschwerdeverfahren und dem Kostenfestsetzungsverfahren. Eingeschränkt gilt er im Verfahren über Arrest und zum Erhalt einer einstweiligen Verfügung. § 308 ZPO wird ebenso im Beschlussverfahren vor dem Arbeitsgerichten angewandt.
Dieser Antrags-Grundsatz ist neben dem deutschen Zivilprozessrecht auch im Verwaltungsprozessrecht in § 88 VwGO gesetzlich geregelt.
Im Verwaltungsrecht wird dieser Grundsatz als Argument gegen die Zulässigkeit der reformatio in peius herangezogen. Im Strafprozessrecht gilt der Grundsatz nicht: Das Gericht darf eine höhere Strafe verhängen als vom Staatsanwalt beantragt, darf aber auch dann den Angeklagten freisprechen, wenn dieser oder sein Verteidiger eine Bestrafung beantragt hat.

### Europarecht
Der Grundsatz ne ultra petita gilt auch in der Nichtigkeitsklage vor dem Gerichtshof der Europäischen Union.

## Rechtsordnungen, in denen das Gebot nicht gilt
Das polnische Verwaltungsprozessrecht kennt keinen Grundsatz der ne ultra petita. So können Verwaltungsgerichte über das Klagebegehren hinausgehen. Die Beschränkung ist nur dadurch gegeben, dass es sich um den gleichen Streitgegenstand handeln muss.